# Benz 10/25 PS
Der Benz 10/25 PS wurde 1912 dem kleineren Benz 10/20 PS als nächstgrößeres Modell zur Seite gestellt. Noch im selben Jahr erhielt der Wagen einen stärkeren Motor und wurde als Benz 10/30 PS verkauft. Dieser verschwand nach dem Ersten Weltkrieg zunächst für drei Jahre, tauchte aber 1921 wieder auf. Ab 1926 erhielt er als Benz 10/35 PS erneut einen leistungsfähigeren Motor.
Der Wagen war mit einem Vierzylinder-Reihenmotor mit 2610 cm³ Hubraum ausgestattet, der 25 PS (18 kW) bei 1600 min−1 entwickelte. Die Motorkraft wurde an über eine Lederkonuskupplung an ein Vierganggetriebe weitergeleitet und von dort über eine Kardanwelle an die Hinterräder. Die Höchstgeschwindigkeit lag bei 68–71 km/h, der Benzinverbrauch bei 15–17 l / 100 km. Noch im Jahr 1912 kam ein stärkerer Motor, der bei gleichem Hubraum eine Leistung von 30 PS (22 kW) bei 1750 min−1 abgab. Parallel gab es einen Sport-Runabout mit einem um 100 mm geringeren Radstand. Der Motorblock wurde in einem Stück (alle vier Zylinder) gegossen, nicht wie damals üblich die Zylinder paarweise.
Die Fahrzeuge hatten Blattfederung und Starrachsen vorne und hinten sowie Holzspeichenrädern.
Im Ersten Weltkrieg wurde der 10/30 PS in geringer Stückzahl weitergebaut. Der Benz 14/30 PS war in den Kriegsjahren aber weitaus gefragter, da er bei gleicher Leistung mehr Hubraum besaß. Das Militär glaubte, dass ein 3500-cm³-Motor robuster sei als der 2600-cm³-Motor des 10/30 PS. Am Ende des Ersten Weltkriegs wurde die Fertigung zunächst eingestellt. (Möglich ist, dass wenige Wagen zwischen 1918 und 1921 aus Teilen entstanden sind; die entsprechenden Unterlagen gingen im Zweiten Weltkrieg verloren.).
1921 tauchte der Benz 10/30 PS wieder im Prospekt der Firma Benz auf. Der unverändert große Motor hatte ein anderes Kühlsystem (Thermosiphon anstatt Pumpe) erhalten und erbrachte seine 30 PS nun bei 2000 min−1.  Nach einer erneuten Leistungserhöhung auf 35 PS bei 2500 min−1 hieß das Auto bis zur Produktionseinstellung 1927 Benz 10/35 PS.
Dessen Nachfolger war der Mercedes-Benz 8/38 PS.

## Modelle
| Modell   | Bauzeitraum | Zylinder | Hubraum  | Bohrung × Hub  | Leistung        | bei Drehzahl |
| -------- | ----------- | -------- | -------- | -------------- | --------------- | ------------ |
| 10/25 PS | 1912        | 4 Reihe  | 2610 cm³ | 80 mm × 130 mm | 25 PS (18,4 kW) | 1600 min−1   |
| 10/30 PS | 1912–1918   | 4 Reihe  | 2610 cm³ | 80 mm × 130 mm | 30 PS (22 kW)   | 1750 min−1   |
| 10/30 PS | 1921–1926   | 4 Reihe  | 2610 cm³ | 80 mm × 130 mm | 30 PS (22 kW)   | 2000 min−1   |
| 10/30 PS | 1926–1927   | 4 Reihe  | 2610 cm³ | 80 mm × 130 mm | 35 PS (26 kW)   | 2500 min−1   |